# Dom van Naumburg
De Petrus- en Paulusdom in de Duitse stad Naumburg was de kathedraal van het voormalige bisdom Naumburg. De dom behoort tot de belangwekkendste romaanse bouwwerken van Saksen-Anhalt. De bouw van de kerk bestrijkt een grote tijdsspanne, maar vond grotendeels in de eerste helft van de 13e eeuw plaats. Na de reformatie werd er in 1542 voor het eerst in het Duitse Rijk een protestantse bisschop benoemd. Na de dood van de laatste bisschop Julius von Pflug werd het bisdom opgeheven en viel Naumburg toe aan het keurvorstendom Saksen. De kerk bleef echter de parochiekerk van de Evangelische domgemeente. Tegenwoordig wordt het gebouw beheerd door een stichting. Sinds 2018 is de Dom Unesco-werelderfgoed.

## Burcht Naumburg
Rond het jaar 1000 stichtte Ekkehard I, markgraaf van Meißen en de machtigste man aan de oostgrenzen van het Duitse Rijk, op een 25 meter hoge vlakte aan de rechter oever van de Saale nabij de monding van de Unstrut een nieuwe burcht. De keuze voor deze plek werd ingegeven door de gunstige liggen ten opzichte van een kruising van meerdere handelswegen. De burcht werd neweburg of nuwenburg genoemd, pas later sprak men over Naumburg.
Zijn zonen Ekkehard II en Hermann richtten kort daarop bij de burcht een kleine, aan de heilige Maagd gewijde stiftskerk op. In 1021 werd deze kerk in de Merseburger kronieken vermeld als praepositura noviter fundata. Op aandringen van de beide broers verplaatste keizer Koenraad II in 1028 de bisschopszetel van Zeitz naar Naumburg.

## Bouwgeschiedenis Petrus en Pauluskerk

### Vroegromaanse kerkbouw
Alras nadat de bisschopszetel werd verplaatst, werd in het voorjaar in 1029 oostelijk van de stiftskerk met de bouw begonnen van een vroegromaanse kathedraal. De kerk werd rond het jaar 1044 gewijd en kreeg het patrocinium van de apostelen Petrus en Paulus. Bij opgravingen werden fundamenten van deze eerste vroegromaanse kerk onder de huidige dom gevonden. De eerste kathedraal was een driebeukige, kruisvormige basiliek en kleiner dan de huidige kerk.

### Laatromaanse kerkbouw
In de jaren 1210-1242 werd de kerk onder Bischof Engelhard (1207–1242) in laatromaanse stijl herbouwd. Nadat men aanvankelijk met de nieuwbouw van het schip begon, verlegde men de bouwwerkzaamheden al snel naar de oostzijde van de kerk om daarna stapsgewijs de nieuwbouw naar het westen voort te zetten. De nieuwe dom werd een gewelfde bundelpijler basiliek met een oostelijk koor, een oostelijk gelegen dwarsschip alsmede een crypte. Volgens een bron uit de 18e eeuw werd de wijding van de voltooide kerk op 29 juni 1242 gevierd.

### Gotische bouw van het westelijk koor en de kunstwerken van de Meester van Naumburg
Waarschijnlijk op instigatie van markgraaf Hendrik III van Meißen begon rond 1245-1250 de oprichting van het vroeggotische westelijke koor. Er werd ook een aanvang gemaakt met de eerste vrijstaande verdieping van de noordwesttoren. Het westelijke koor werd middels een doksaal van het schip gescheiden. Het doksaal met voorstellingen van het lijden van Christus behoort tot een hoogtepunt van de werken van de anonieme architect en beeldhouwer, die bekend is geworden onder de naam de Meester van Naumburg. Van deze Meester van Naumburg is niets bekend, behalve dat hij voorheen werkzaam was in Metz en Mainz en vermoedelijk ook in Amiens en Noyon. Met name de kruisigingsgroep in het het portaal getuigt van grote kunstzinnigheid en vroomheid.
In het koor bevinden zich de beelden van de stichters van de kerk, op een plaats waar men gewoonlijk beelden van heiligen verwacht. Waarschijnlijk vervangt de unieke beeldenverzameling de grafmonumenten van de stichters, die bij de bouw van de laatromaanse kerk moesten worden opgegeven.
Wereldberoemd zijn de beelden van markgraaf Ekhard II van Meißen en zijn vrouw Uta van Ballenstedt aan de noordzijde van het koor en diens broer Hermann en zijn vrouw Reglindis aan de zuidzijde van het koor.
Toen de beelden van Ekkehart en Hermann en hun vrouwen gemaakt werden, waren zij al ongeveer 200 jaar dood. Zij werden in de oude stiftskerk begraven. Zij waren echter niet de enige stichters van de kerk. De bisschop van Naumburg Diederik II van Meißen somde in een brief van 1249 alle elf namen van de uit drie generaties bestaande stichters van de kerk op: Hermannus marchio, Regelyndis marchionissa, Eckehardus marchio, Uta marchionissa, Syzzo comes, Conradus comes, Wilhelmus comes, Gepa comitissa, Berchta comitissa, Theodoricus comes, Gerburch comitissa. En in de Naumburger overlijdensregisters worden nog drie stichters genoemd: Timo von Kistritzz, graaf Dietmar en gravin Adelheid.
Van het noordoosten naar het zuidoosten staan beelden van de volgende personen opgesteld:
- Koenrad,
- Adelheid I van Gernrode,
- Ekhard II en Uta,
- Thimo von Kistritz,
- Willem van Camburg,
- Sizzo van Kevernburg,
- Graaf Dietmar
- Herman I en Reglindis,
- Diederik van Brehna en zijn vrouw Gerburg.

### Hooggotiek
In de eerste helft van de 12e eeuw werd de romaanse apsis vervangen door een hooggotisch oostkoor. Op de steunberen van het koor staat grote, later herhaaldelijk gerestaureerde, beelden van de patroonheiligen van de kerk vergezeld van fraaie waterspuwers. Van bijzondere waarde zijn de gebrandschilderde ramen die deels nog dateren uit de tijd dat het koor gebouwd werd. Ze tonen de wijze en de dwaze maagden, de deugden en de profeten. Ramen uit de 15e eeuw stellen o.a. het lijden van Christus, scènes uit het leven van Maria, de apostelen en profeten voor. Het hallendoksaal, het oudste voorbeeld in zijn soort, werd opgericht tijden de laatromaanse nieuwbouw rond 1230. In het doksaal bevindt zich een 19e-eeuws altaar. Steile trappen voeren door twee kleine poorten in het doksaal naar het koor. Daar bevindt zich nog een door de Meester van Naumburg vervaardigd grafmonument van bisschop Dietrich II. en een altaar met Madonna en duit 1567. Onder de viering en het oostkoor bevindt zich een crypte met drie beuken en kruisgewelven.

### Laatgotiek
De bovenste verdiepingen van de noordwestelijke toren werden in de 14e en 15e eeuw gebouwd. Mogelijk door de brand van 1532 werden de bovenste delen van de oostelijke torens vernieuwd en met laatgotisch maaswerk gedecoreerd.

### Latere veranderingen
Een ernstige, moedwillig aangestoken brand beschadigde de dom in 1532. Het vuur verwoestte de daken, grote delen van de inrichting en delen van de muren. De brandschade werd pas in de 19e eeuw gedeeltelijk hersteld. Omstreeks 1715 kregen de oostelijke torens in plaats van de oorspronkelijk achtzijdige tentdaken barokke lantaarnspitsen. Met de restauratie van 1874-1878 werden de rijke barokke toevoegingen aan het interieur van de kerk ongedaan gemaakt. Tegen het einde van de 19e eeuw werd de vierde, zuidwestelijke toren van de kerk gebouwd. Beide torens kregen een neogotische spits.
Tussen 1960 en 1968 werd de dom volledig gerenoveerd. Daarbij werden omvangrijke opgravingen verricht. Na 1989 werden alle daken van de kerk en de Driekoningenkapel vernieuwd.

### Inrichting
Van de inrichting van de dom bleef relatief weinig behouden, niet in de laatste plaats door de brand in het jaar 1532, de Zweedse bezetting en later de ingrijpende barokkisering. Van de nog niet eerder genoemde inrichting is eveneens bezienswaardig:
- De rijk gedecoreerde preekstoel uit 1466;
- Een laatgotisch polyptiek uit circa 1520 voorstellende de heilige Maagd met Kind geflankeerd door de heiligen Barbara en Catharina;
- Het zgn. Hieronymusaltaar van 1350;
- Noemenswaardig is ook het beeld van de heilige Elisabeth in de kapel van de noordwestelijke toren;
- Het koorgestoelte waarvan de oudste delen 12e-eeuws zijn;
- Grafmonumenten uit de 14e tot 18e eeuw.

## Kruisgang en clausuurgebouwen
De oudere clausuurgebouwen en de kruisgang lagen noordelijk van de kerk. Delen van de oostvleugel van het klooster werden in de jaren 1961-1965 opgegraven. Aan de noordzijde van de kerk zijn nog bouwresten te zien van de laatromaanse nieuwbouw van het klooster, dat vermoedelijk in de 18e eeuw werd afgebroken.
Aan de zuidzijde van de dom bevindt zich nog een kruisgang met clausuurgebouwen. De kruisgang dateert van de 13e eeuw en wordt door de Mariakerk en Driekoningenkapel (uit 1416) onderbroken.

## Afbeeldingen

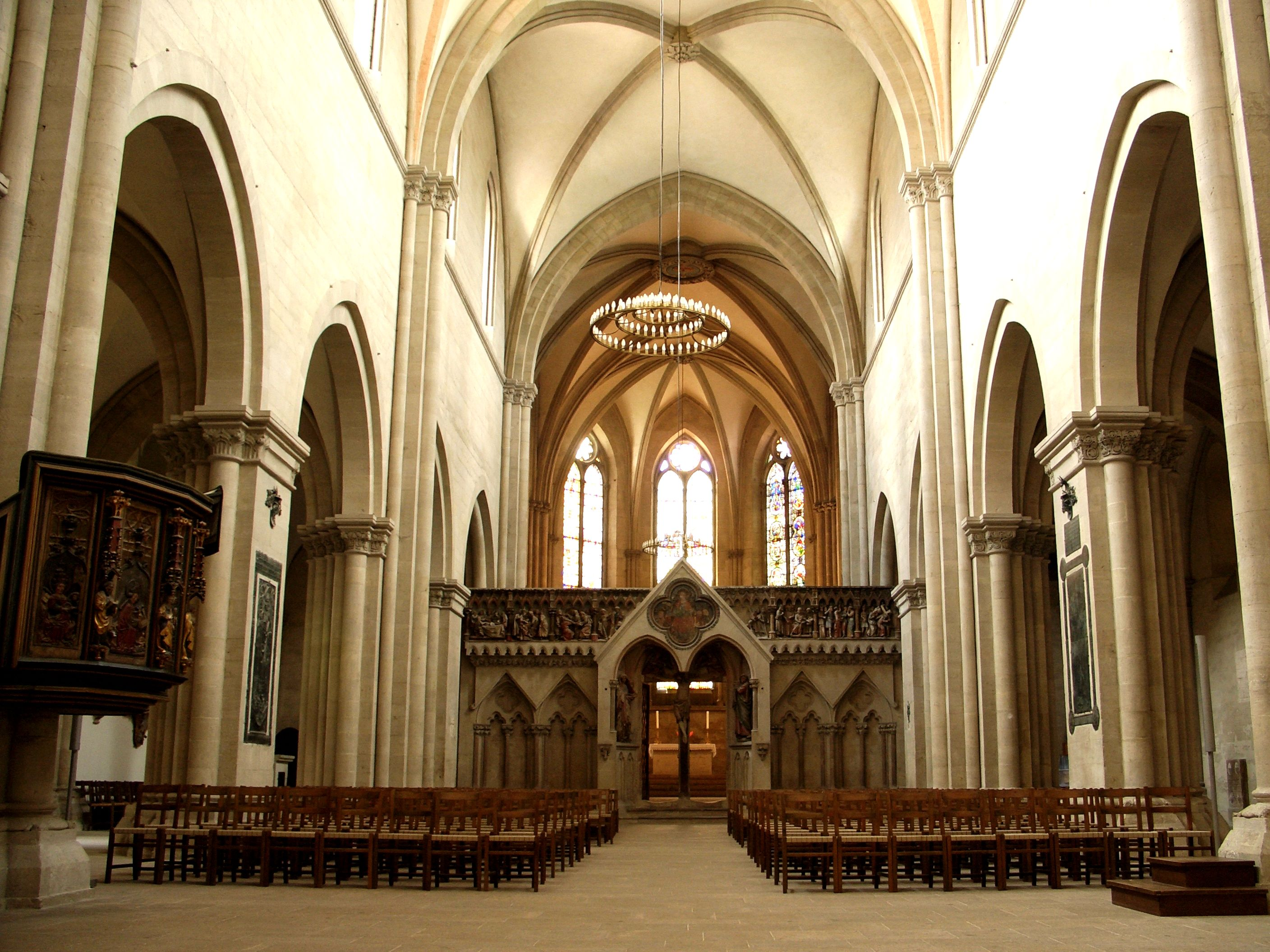
Westelijk koor
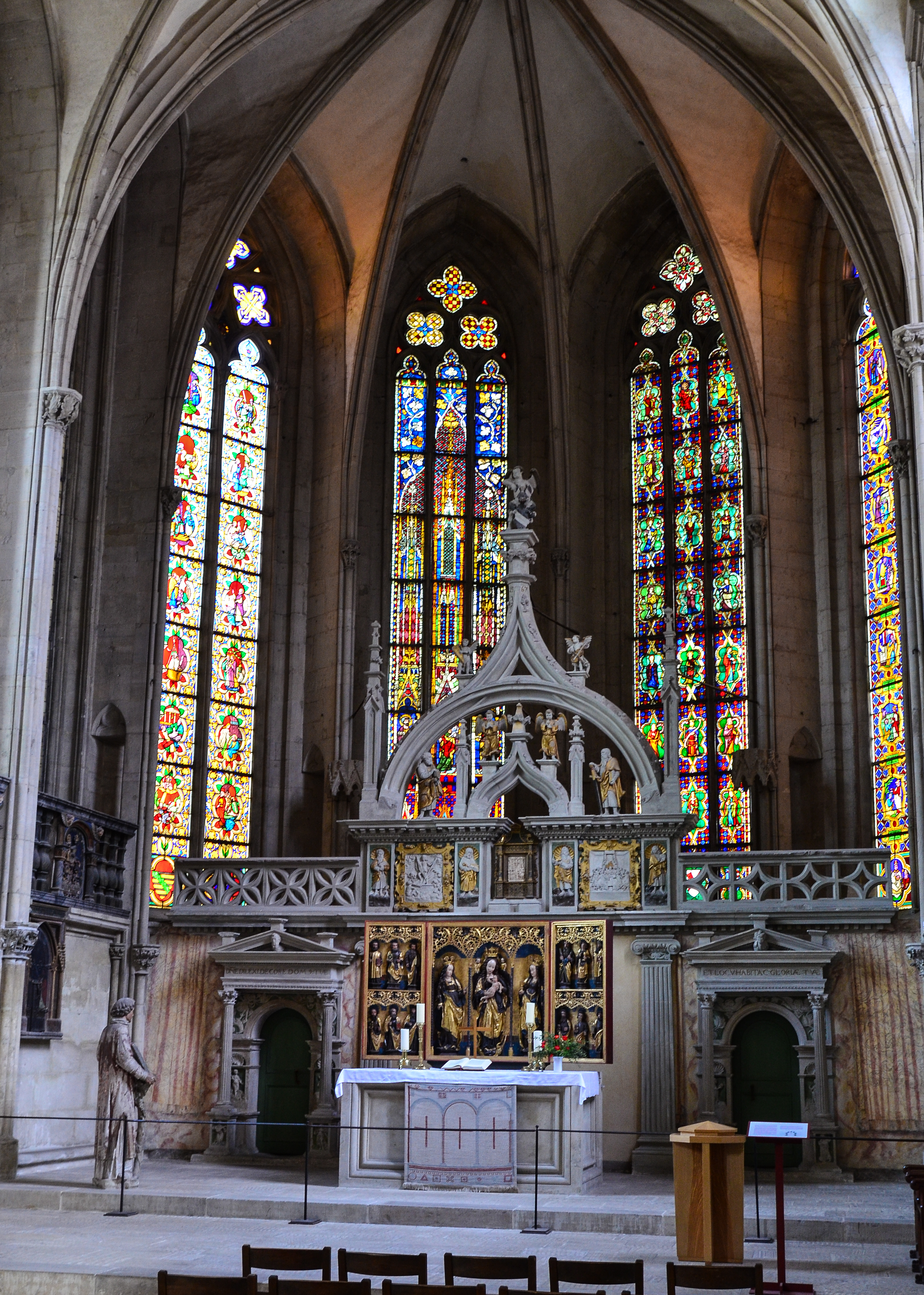
Oostelijk koor
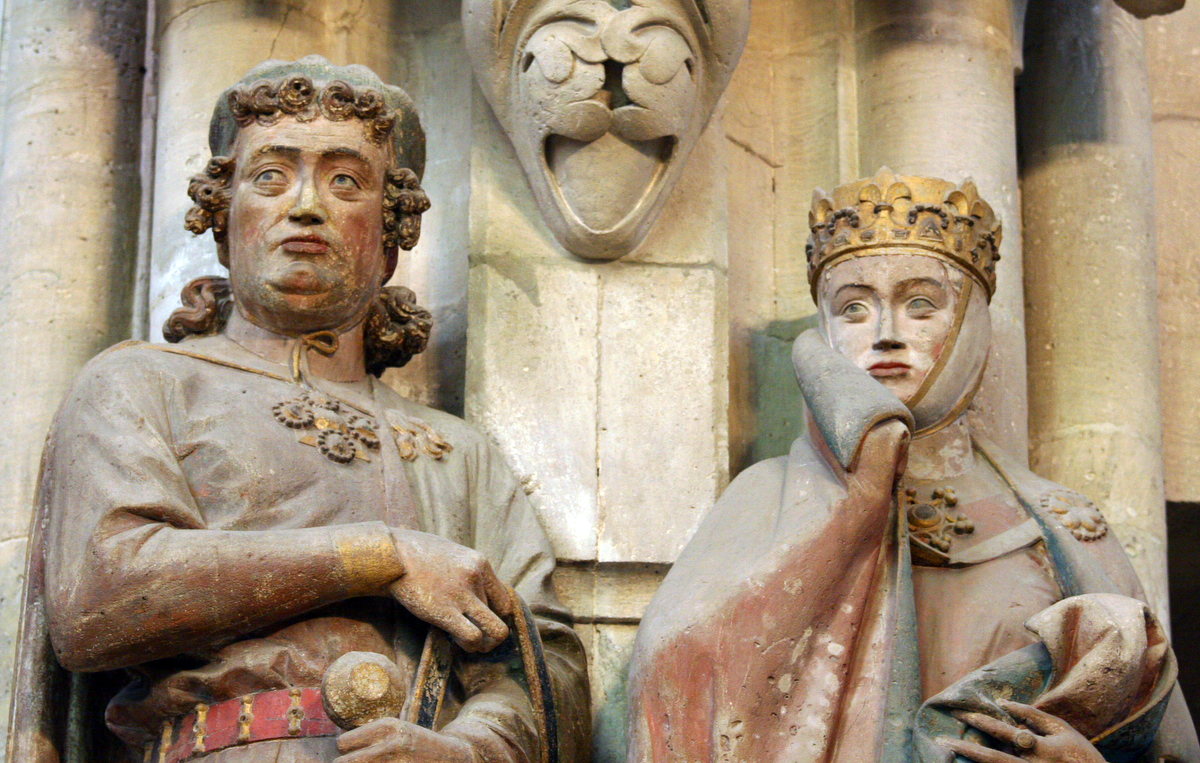
Stichters Ekkehard en Uta
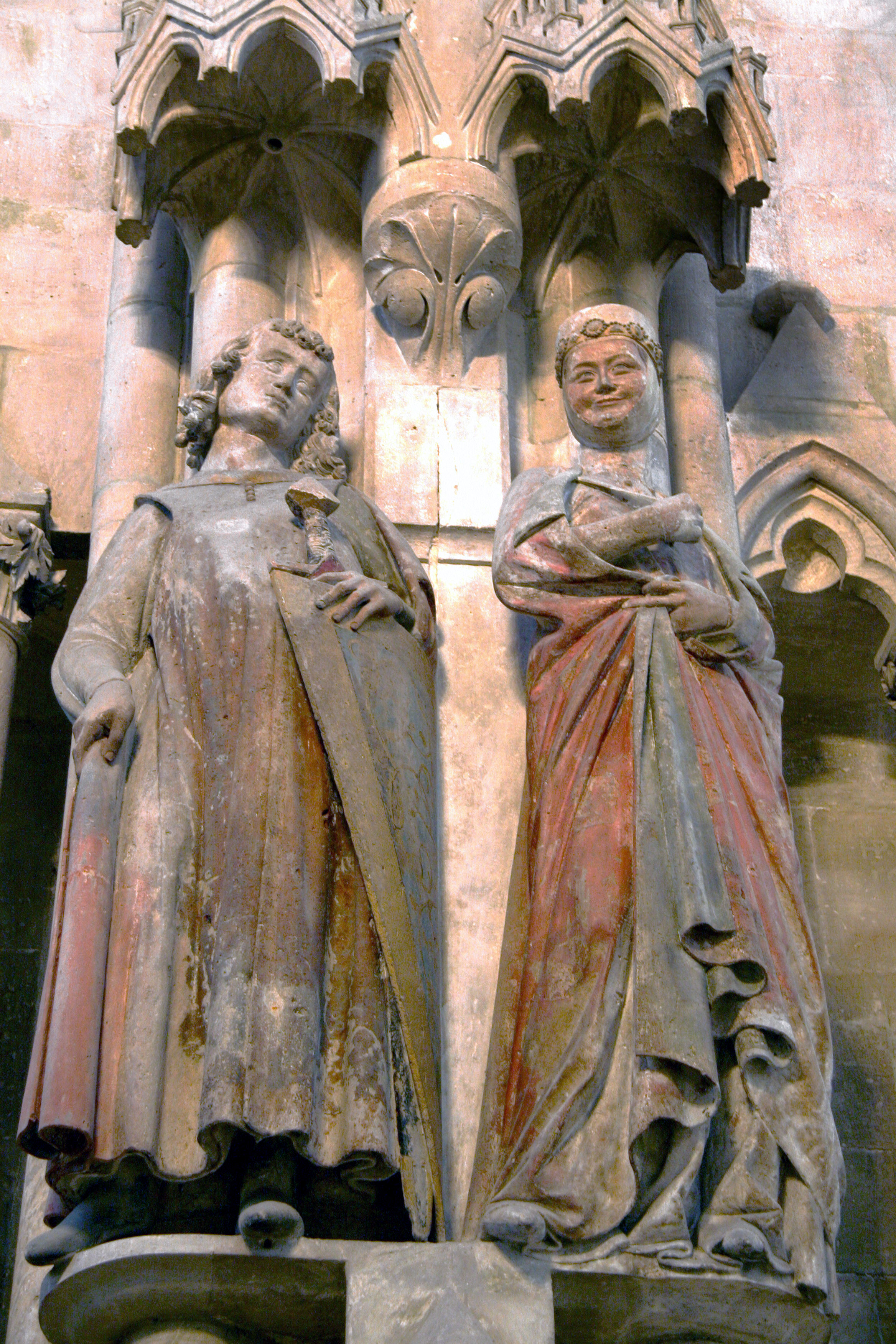
Stichters Hermann en Reglindis